# Egil Kristiansen
Egil Kristiansen (ur. 18 stycznia 1966 w Lillehammer) – norweski biegacz narciarski, zawodnik klubu Lillehammer Skiklub oraz trener.

## Kariera
W Pucharze Świata zadebiutował 14 marca 1992 roku w Vang, zajmując 18. miejsce na dystansie 50 km techniką klasyczną. Pierwsze pucharowe punkty (do sezonu 1991/1992 włącznie punktowało tylko piętnastu najlepszych zawodników) zdobył 12 grudnia 1992 roku w Ramsau, gdzie zajął 28. miejsce w biegu na 10 km stylem dowolnym. Nigdy nie stanął na podium zawodów tego cyklu, najlepszy wynik osiągając 20 grudnia 1994 roku w Sappada, kończąc rywalizację w biegu na 10 km stylem dowolnym na szóstej pozycji. W klasyfikacji generalnej sezonu 1994/1995 zajął ostatecznie 19. miejsce.
W 1994 roku wziął udział w igrzyskach olimpijskich w Lillehammer, gdzie zajął ósme miejsce w biegu na 30 km stylem dowolnym. Był to jego jedyny start olimpijski. Brał też udział w mistrzostwach świata w Thunder Bay w 1995 roku, gdzie na dystansie 50 km techniką dowolną zajął 39. miejsce.
Po zakończeniu kariery zawodniczej pracował jako trener. W latach 2006–2018 był trenerem żeńskiej reprezentacji Norwegii.

## Osiągnięcia

### Igrzyska olimpijskie
| Miejsce | Dzień     | Rok  | Miejscowość | Konkurencja           | Czas biegu | Strata  | Zwycięzca       |
| ------- | --------- | ---- | ----------- | --------------------- | ---------- | ------- | --------------- |
| 8.      | 14 lutego | 1994 | Lillehammer | 30 km stylem dowolnym | 1:12:26,4  | +3:11,3 | Thomas Alsgaard |

### Mistrzostwa świata
| Miejsce | Dzień    | Rok  | Miejscowość | Konkurencja           | Czas biegu | Strata   | Zwycięzca     |
| ------- | -------- | ---- | ----------- | --------------------- | ---------- | -------- | ------------- |
| 39.     | 19 marca | 1995 | Thunder Bay | 50 km stylem dowolnym | 1:56:36,0  | +10:28,3 | Silvio Fauner |

### Puchar Świata

#### Miejsca w klasyfikacji generalnej
- sezon 1992/1993: 65.
- sezon 1993/1994: 31.
- sezon 1994/1995: 19.
- sezon 1995/1996: 44.
- sezon 1996/1997: 41.
- sezon 1997/1998: 51.
- sezon 1998/1999: 78.
- sezon 1999/2000: 54.
- sezon 2000/2001: 117.

#### Miejsca na podium
Kristiansen nigdy nie stanął na podium indywidualnych zawodów PŚ.